# Coronocyclus coronatus
Coronocyclus coronatus är en rundmaskart. Coronocyclus coronatus ingår i släktet Coronocyclus, och familjen Strongylidae. Arten är reproducerande i Sverige.